# 西東栄一
西東 栄一（さいとう えいいち、1957年10月21日 - ）は、秋田県出身の漫画家。
別名：斉藤 栄一、斎藤 栄一、ひびき わたる、さかえ はじめ。

## 略歴
- 少年サンデーに持込した際、編集者に勧められ 永井豪に師事。

- 1975年「ワイルドくん」（別冊少年チャンピオン）でデビュー。
- 1982年『パンパカパールド』で、第3回藤子不二雄賞受賞。滝川健市とともに、おりはるこん名義（合作ペンネーム）でモンキー・パンチ原作の「ルパン8世」を双葉社の『月刊100てんコミック』に連載。
- 2007年より、名古屋裕とともに、七式工房のユニット名で活動中[2]。

## 作品リスト
- ワイルドくん（別冊少年チャンピオン）1975年
- ゲッターロボ（原作：永井豪、石川賢、小学二年生 1974年5月号-1975年5月号 連載）
- グレートマジンガー（原作：永井豪、ディズニーランド 1975年2月号-10月号 連載）
- グレートマジンガー対ゲッターロボ （原作：永井豪、石川賢、小学二年生 1975年4月号掲載）
- ゲッターロボG（原作：永井豪、石川賢、小学二年生 1975年6月号-1976年4月号 連載）
- どちらが強い ゲッターたいマジンガー（原作：永井豪、石川賢、小学二年生 1975年8月号掲載）
- 激突ゲッター対マジンガー（原作：永井豪、石川賢、小学二年生 1975年9月号掲載）
- 野球少年コーちゃん（別冊少年チャンピオン 1975年10月号掲載）
- UFOロボ グレンダイザー（原作：永井豪、ディズニーランド 1975年11月号-1976年7月号連載）さかえはじめ名義
- 秘密戦隊ゴレンジャー（原作：石森章太郎 めばえ1976年連載）
- マシンハヤブサ（原作：望月三起也、小学二年生 1976年4月号-9月号連載）
- プロレスの星 アステカイザー（原作：永井豪、石川賢、小学二年生 1976年8月号-1977年3月号連載）
- ぐるぐるメダマン（原作：秋月一彦、テレビランド  1976年9月号-1977年2月号連載）
- リトル・ルルとちっちゃい仲間（小学二年生 1976年11月号-12月号連載）
- ジャッカー電撃隊 （原作：石森章太郎、テレビランド別冊 1977年）
- 氷河戦士ガイスラッガー （原作：石森章太郎、テレビランド 1977年）
- とびだせ!マシーン飛竜（テレビランド 1977年）
- スパイダーマン（原作：八手三郎、テレビランド 1978年）
- とびだせ！大ちゃん（小学二年生 1978年7月号-1979年2月号連載）
- 黄金戦士ゴールドライタン（テレビマガジン 1981年連載）
- ぽよよんジンマ（100てんコミック  1982年10月号-　連載）
- 一ツ星家のウルトラ婆さん（小学四年生 1982年11月号-1983年3月号連載）
- プラモ天才エスパー太郎（月刊コロコロコミック 1983年4月号-1984年8月号連載）
- プラ★ファイター丈 （小学四年生 1983年10月号-1984年3月号連載）
- ゴジラ（小学二年生 1985年1月号-2月号連載）
- テレコマ戦士どんぶりマン（小学五年生 1985年12月号-1986年10月号連載）
- 河童（原作・芥川龍之介旺文社 1985年 描きおろし）
- 伝記シリーズ・新渡戸稲造（学研 1985年 描きおろし）
- 伝記シリーズ・武蔵坊弁慶（ 学研  1986年 描きおろし）
- 私の彼は吸血鬼（立風書房 レモン・コミックス 1986年4月15日発行 描きおろし）
- 悪霊の歌が聞こえる（立風書房 レモン・コミックス 1986年12月15日発行 描きおろし）
- チョロQ戦士マック（小学五年生1986年11月号-1987年6月号連載）
- ファミコンジョー（双葉社 アクションコミックス 1987年4月20日発行 月刊ゲームボーイ連載）
- 名作シリーズ・次郎物語（ 学研 1987年 描きおろし）
- スーパーマリオブラザーズ・ゴーストクッパの逆襲（双葉社 アクションコミックス 1987年8月30日発行 描きおろし）
- ネクロスの要塞（小学一年生1988年2月号-3月号連載、小学三年生1987年10月号-1988年2月号連載）
- スーパー★アドベンチャーだいじょうぶ大ちゃん（小学一年生1988年4月号-1990年3月号連載）
- ビックリマン（小学六年生 1988年4月号-1990年3月号連載）
- 你好キョンシーくん（原作：雪室俊一、月刊コロコロコミック・別冊コロコロコミック連載、てんとう虫コミックス・全2巻、1989年）
- シュワッチきょうだいウルトラマン（小学一年生 1990年8月号-1992年3月号連載）
- ゲンジ通信あげだま （コミックボンボン）
- タイムトラベル大冒険1〜3（日本建設業協会関西支部 脚本・中井二三雄 1991年3月31日～1994年7月10日 描きおろし）
- ドウタクくんの大冒険（野洲市 脚本・中井二三雄 1996年 描きおろし）
- 弱視の人に出会う本（原作・杉山雅章 小学館 2001年 描きおろし）
- パソコンでおもしろ探検（原作・戸塚滝登 小学館 2001年 描きおろし）
- まんが版大工さんになろう!（原作・北鏡太 小学館 2002年 描きおろし）
- 小学館の図鑑NEO　恐竜(2002年6月21日発行小学館 ※クイズページなどのイラストを担当)
- 恐竜なるほどなんでもクイズ(2002年7月10日発行小学館 ※イラスト担当)